# Policja

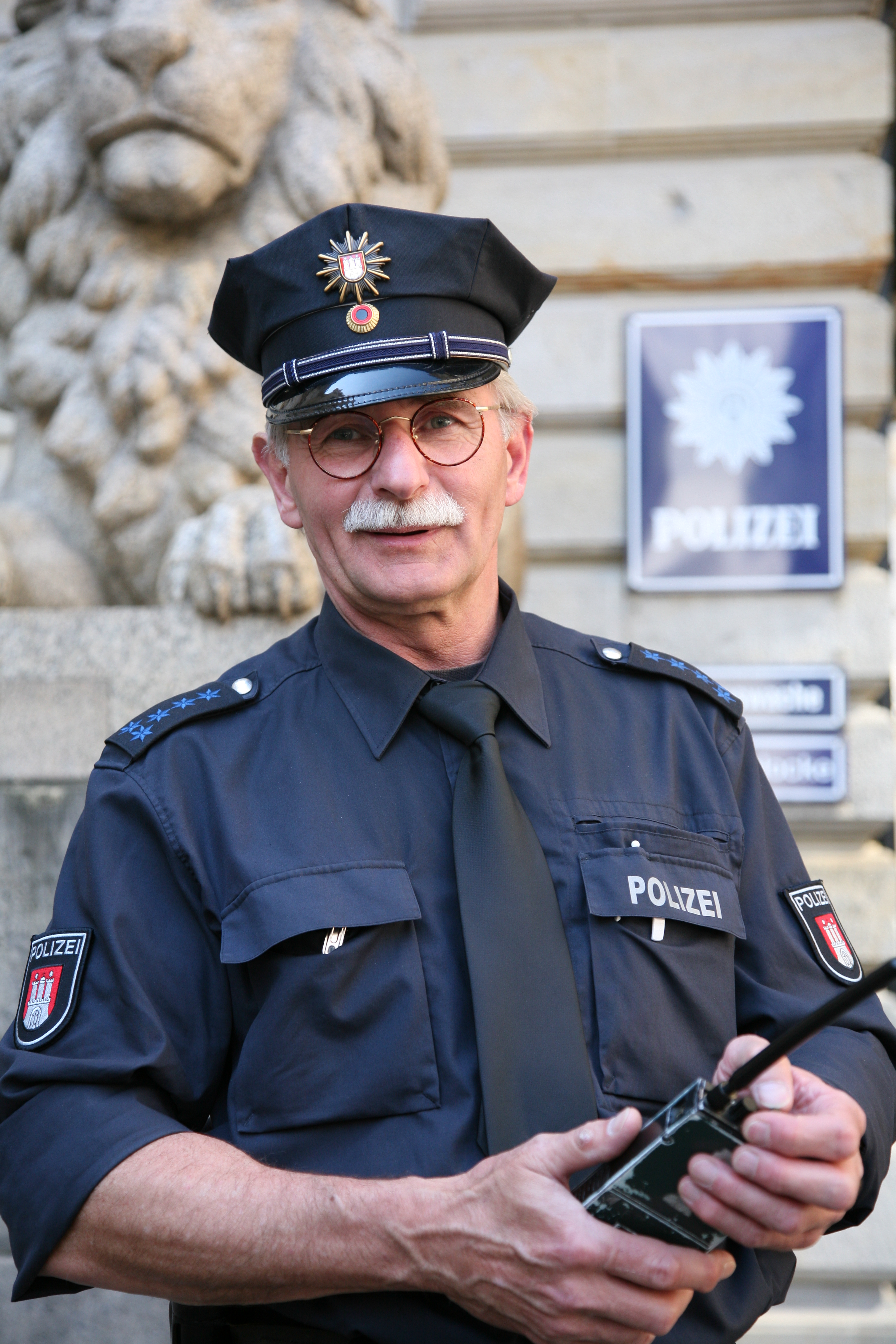
Oficer policji w Hamburgu

Policja (w niektórych państwach: milicja) – służba mundurowa przeznaczona do ochrony bezpieczeństwa ludzi i mienia oraz do utrzymywania bezpieczeństwa i porządku publicznego.

## Charakterystyka
Do głównych zadań policji należy pilnowanie przestrzegania prawa i ściganie przestępców, jak również zapewnienie ochrony i pomocy w sytuacjach kryzysowych zarówno wobec ludzi, jak i mienia. Jeżeli jest to konieczne, policja nadzoruje na poziomie operacyjnym także wszelkie służby ratownicze.
Policja jest fundamentem stabilnego i bezpiecznego państwa, jednak czasami bywa również skutecznym narzędziem w rękach władzy, stosowanym do narzucania społeczeństwu swej woli i tłumienia protestów.
Utrzymywanie policji może być zastrzeżone wyłącznie dla państwa, jak obecnie w Polsce, może jednak należeć również do jednostek samorządu terytorialnego, jak w Wielkiej Brytanii i w USA.

## Etymologia
Wyraz „policja” pochodzi od łac. „politia” z gr. „politeia” (miasto, ustrój). W świecie nowożytnym pojawia się około roku 1500 we Francji jako „police”.
W wieku XVI i XVII nazywano policją całą wewnętrzną administrację poza sądownictwem, wojskowością i skarbowością (państwo policyjne). Departament Policji, czyli Dobrego Porządku Rady Nieustającej zajmował się sprawami administracji miejskiej i służby zdrowia. Pozostałością tego tak szerokiego ujęcia zakresu pojęcia „policja” było używanie jeszcze w okresie międzywojennym całego szeregu prawnych instytucji administracyjnych, mających na celu zapewnienie społeczeństwu bezpieczeństwa w rozmaitych dziedzinach. Za przykład można podać nazwy różnorakich instytucji, np. policja lekarska, sanitarna, górnicza, leśna, pocztowa i inne (dzisiaj używa się określeń takich jak „inspekcja”, „straż” itp.).